# 马市镇 (始兴县)
马市镇，是中华人民共和国广东省韶关市始兴县下辖的一个乡镇级行政单位。

## 行政区划
马市镇下辖以下地区：
马市镇社区、远迳村、塘阁村、都塘村、柴塘村、陂田村、安水村、红梨村、涝洲水村、高水村、联俄村、黄田村、赤谷村、陆源村、溪丰村、侯陂村、坜坪村、文路村和岭头村。